# 山田平安堂
株式会社山田平安堂（やまだへいあんどう）は、東京にある漆器店。

## 沿革
- 1919年、山田孝之助が山田漆器店として日本橋で創業する。
  - その後、京都に因み、山田平安堂へ社名変更。
- 1994年、3代社長山田達男により渋谷代官山へ移転し、現在に至る。